# Općine u NDH
Općina je bila upravna jedinica u NDH. Bila je niže razine od kotara i kotarske ispostave, a u razini grada. U početku je bilo 1006 općina. Broj se mijenjao tijekom rata.
Ustrojstvena radna ustanova Ustaškog pokreta koja je bila na razini općine jest tabor.